# Festival di Cannes 1959
La 12ª edizione del Festival di Cannes si è svolta a Cannes dal 30 aprile al 15 maggio 1959.
La giuria presieduta dallo scrittore francese Marcel Achard ha assegnato la Palma d'oro per il miglior film a Orfeo negro di Marcel Camus.
È l'anno della consacrazione della Nouvelle Vague, con il premio per la miglior regia a François Truffaut per I quattrocento colpi e la proiezione, al di fuori della selezione del Festival, in una piccola sala, di Fino all'ultimo respiro di Jean-Luc Godard.
A partire da questa edizione viene ufficializzato come parte integrante del Festival il Marché du Film, che in precedenza si teneva informalmente nelle sale cinematografiche di Rue d'Antibes.

## Selezione ufficiale

### Concorso
- Araya, regia di Margot Benacerraf (Venezuela/Francia)
- Treno senza orario (Vlak bez voznog reda), regia di Veljko Bulajić (Jugoslavia)
- Nazarín, regia di Luis Buñuel (Messico)
- Orfeo negro (Orfeu negro), regia di Marcel Camus (Brasile/Francia/Italia)
- La strada dei quartieri alti (Room at the Top), regia di Jack Clayton (Gran Bretagna)
- Zafra, regia di Lucas Demare (Argentina)
- Édes Anna, regia di Zoltán Fábri (Ungheria)
- Frenesia del delitto (Compulsion), regia di Richard Fleischer (USA)
- Fröken April, regia di Göran Gentele (Svezia)
- Fanfare, regia di Bert Haanstra (Paesi Bassi)
- Touha, regia di Vojtěch Jasný (Cecoslovacchia)
- Shirasagi, regia di Teinosuke Kinugasa (Giappone)
- Otchii dom, regia di Lev Kulidzhanov (Unione Sovietica)
- Matomeno iliovasilemma, regia di Andreas Lambrinos (Grecia)
- Jakten, regia di Erik Løchen (Norvegia)
- Nel mezzo della notte (Middle of the Night), regia di Delbert Mann (USA)
- Kriegsgericht, regia di Kurt Meisel (Germania)
- Rapsódia Portuguesa, regia di João Mendes (Portogallo)
- Luna di miele (Luna de miel), regia di Michael Powell (Gran Bretagna/Spagna)
- Hiroshima mon amour, regia di Alain Resnais (Francia/Giappone)
- La cucaracha, regia di Ismael Rodríguez (Messico)
- Tang fu yu sheng nu, regia di Shen Tien (Cina)
- Policarpo, ufficiale di scrittura, regia di Mario Soldati (Italia/Spagna/Francia)
- Il diario di Anna Frank (The Diary of Anne Frank), regia di George Stevens (USA)
- Lajwanti, regia di Narendra Suri (India)
- Eva. Confidenze di una minorenne (Die Halbzarte), regia di Rolf Thiele (Austria)
- Sogno di una notte d'estate (Sen noci svatojanske), regia di Jiří Trnka (Cecoslovacchia)
- I quattrocento colpi (Les 400 coups), regia di François Truffaut (Francia)
- Le armi e l'uomo (Helden), regia di Franz Peter Wirth (Germania)
- Stelle (Sterne), regia di Konrad Wolf (Germania)

## Giuria
- Marcel Achard, scrittore (Francia) - presidente
- Antoni Bohdziewicz, regista (Polonia)
- Michael Cacoyannis, regista (Grecia)
- Carlos Cuenca, giornalista (Spagna)
- Pierre Daninos, scrittore (Francia)
- Julien Duvivier, regista (Francia)
- Max Favalelli, giornalista (Francia)
- Gene Kelly, attore (USA)
- Carlo Ponti, produttore (Italia)
- Micheline Presle, attrice (Francia)
- Sergei Vasilyev, regista (Unione Sovietica)

## Palmarès
- Palma d'oro: Orfeo negro (Orfeu negro), regia di Marcel Camus (Brasile/Francia/Italia)
- Prix spécial du Jury: Stelle (Sterne), regia di Konrad Wolf (Germania)
- Prix international: Nazarín, regia di Luis Buñuel (Messico)
- Prix de la mise en scène: François Truffaut - I quattrocento colpi (Les 400 coups) (Francia)
- Prix d'interprétation féminine: Simone Signoret - La strada dei quartieri alti (Room at the Top), regia di Jack Clayton (Gran Bretagna)
- Prix d'interprétation masculine: Dean Stockwell, Bradford Dillman e Orson Welles - Frenesia del delitto (Compulsion), regia di Richard Fleischer (USA)
- Prix de comédie: Policarpo, ufficiale di scrittura, regia di Mario Soldati (Italia/Spagna/Francia)
- Menzione: Shirasagi, regia di Teinosuke Kinugasa (Giappone)